# Комораште (Караш-Северин)
Комораште (рум. Comorâște) насеље је у Румунији у округу Караш-Северин у општини Форотик. Oпштина се налази на надморској висини од 125 m.

## Прошлост
Аустријски царски ревизор Ерлер је 1774. године констатовао да место Комориште припада Жамском округу, Вршачког дистрикта. Село има подуправни подуред а становништво је било претежно влашко.
На мапи из друге половине 18. века са источне стране места нализи се топоним "Српско брдо".
Поп Атанасије Ђуровић је био парох у родном Коморишту 1743-1774. године. Као удовац замонашио се 1774. године и дошао у манастир Шемљуг, где је постао јеромонах. Знао је само влашки језик, иако би се о имену и презимену рекло да је то прави Србин.
Место је током 19. века било спахилук српске племићке породице Деспинић "от Коморишта". Арон Деспинић је набавио у Ковину, српску књигу 1834. и 1840. године. Господар Василије Деспинић је 1847. године купио у Ковину, српску књигу за тројицу синова: Петра, Константина и Павла. Поседник у Коморишту је 1834. године и Јован са супругом Рахилом Ранковић "от Коморишта", који се баве у Ковину.
У порти манастира Војловице налази се надгробни споменик Деспинића. Сахрањена је ту 1883. године стара спахиница Софија пл. Деспинић од Коморишта (рођ. Астри), коју су ожалили: супруг Јован и њена деца Јосиф, Арон, Олга и Анка.

## Становништво
Према подацима из 2002. године у насељу је живело 671 становника.

### Попис2002.
| Расподела становништва по националности 2002.‍ | Расподела становништва по националности 2002.‍ | Расподела становништва по националности 2002.‍ | Расподела становништва по националности 2002.‍ | Расподела становништва по националности 2002.‍ |
| --------------------------------------------- | --------------------------------------------- | --------------------------------------------- | --------------------------------------------- | --------------------------------------------- |
|                                               |                                               |                                               |                                               |                                               |
| Румуни                                        | Румуни                                        |                                               | 664                                           | 99,3%                                         |
| Роми                                          | Роми                                          |                                               | 5                                             | 0,7%                                          |